# Alena Lanszkaja
Alena Mihajlavna Ljapohina (belaruszul: Алена Міхайлаўна Ляпохіна, oroszul: Елена Михайловна Лепохина, Jelena Mihajlovna Lepohina), művésznevén Alena Lanszkaja (belaruszul: Алена Ланская, oroszul: Алёна Ланская, Aljona Lanszkaja) (Mahiljov, 1985. szeptember 7. –) fehérorosz énekesnő, aki a Malmőben tartott 2013-as Eurovíziós Dalfesztiválon Fehéroroszországot képviselte. A 2012. december 7-én rendezett nemzeti döntőben a Rhythm of Love (A szerelem ritmusa) című dalával nyert, de később bejelentették, hogy egy másik, a Solayoh című dallal indul a svédországi versenyen. A 2014-es Eurovíziós Dalfesztivál döntőjében ő ismertette Fehéroroszország pontjait.

## Karrier

### Eurofest 2012
Alena már a 2012-es Eurovíziós Dalfesztivál nemzeti döntőjén is indult az All my Life (Az egész életem) című dalával. A 2011. december 21-én tartott elődöntőből továbbjutott a 2012. február 14-én rendezett döntőbe, ahol győzni tudott, elnyerve a jogot Fehéroroszország képviseletére a bakui versenyen, azonban február 24-én bejelentették, hogy az énekesnőt kizárták a versenyből, miután a fehérorosz elnök, Aljakszandr Lukasenka vizsgálatot folytatott a végeredményt illetően. Később azok a pletykák terjedtek el, hogy a szavazást manipulálták. Így helyette a második helyezett Litesound együttes indult az Eurovízión a We Are the Heroes (Mi vagyunk a hősök) című dalukkal.

### Eurofest 2013
A 2012-es diszkvalifikáció után Alena jelentkezett a 2013-as nemzeti döntőre is dalával, a Rhythm of Love-val (A szerelem ritmusa), amellyel a december 7-én tartott Eurofestet megnyerte, így végül ő képviselhette az országot az Eurovízión. A Solayoh című dallal szerepelt, mivel az Eurofest után néhány héttel bejelentették, hogy nem a nemzeti döntős dalt adja elő Malmőben.

### Eurovíziós Dalfesztivál 2013
Alena a 2013-as Eurovíziós Dalfesztivál első elődöntőjében lépett először színpadra, ahonnan hetedikként, 64 ponttal jutott be a döntőbe. A döntőben végül a tizenhatodik helyet szerezte meg 48 ponttal. Egyedül Ukrajnától kapta meg a maximális 12 pontot, Fehéroroszország történetének második legjobb eredményét elérve ezzel.